# Reunion (Computerspiel)
Reunion (auch Merit's Galactic Reunion) ist ein 2D-Strategiespiel, das Strategie- mit Science-Fiction-Elementen verbindet.
Dem Spiel, das verschiedene Spielprinzipien wie z. B. Wirtschaftssimulation, Strategie, Adventure und Weltraum-Flugsimulation vereint, wurde seitens Spielezeitschriften wenig Beachtung geschenkt.
Es weist eine zwar schön gestaltete, aber schwerfällige GUI auf, mit der der Spieler seine Handlungen koordiniert.

## Geschichte
In einer nicht allzu fernen Zukunft hat die in Frieden lebende Menschheit nach der Entdeckung zweier erdähnlicher Planeten zwei Kolonisationsschiffe ins Weltall geschickt. Eines der Raumschiffe ist auf mysteriöse Weise verschollen, das andere geriet in ein Asteroidenfeld und wurde schwer beschädigt – die Besatzung flüchtete auf ihren Zielplaneten, ohne jedoch mit der mitgebrachten Technik ausgestattet zu sein und so Hilfe rufen zu können. Die Menschen errichteten auf New Earth eine neue Zivilisation, während die mittlerweile feindliche alte Erde in der Zwischenzeit durch zahlreiche Kriege verwüstet wurde.

## Handlung / Spielprinzip
Das eigentliche Spiel beginnt im Jahre 2927. Zu Beginn verfügt man nur über die Kolonie auf New Earth. Es müssen zuerst Berater angestellt werden, um Gebäude zu bauen, Technologien zu erforschen, den Weltraum zu erkunden und Krieg führen zu können. Der Planet wird auf ähnliche Weise wie in SimCity bebaut. So müssen z. B. neue Wohnunterkünfte, Bohrtürme, Minen und Kraftwerke errichtet werden. Das Volk zahlt Steuern, mit welchen der Spieler seine Handlungen finanziert.
Die Erkundung des Weltraums erfolgt durch ein Observatorium und Satelliten. Werden Planeten mit einer wirtlichen Umgebung entdeckt, können diese auch kolonisiert und bebaut werden, was dem Spieler zusätzliche Steuern und Rohstoffe einbringt. Das Geld fließt hauptsächlich in die Ausbildung der Berater und den Bau neuer Gebäude sowie in die Konstruktion von Raumschiffen.
Für Letzteres werden die Rohstoffe gebraucht, jedoch nicht alle benötigten Ressourcen können auf New Earth gewonnen werden, was Minen auf anderen Planeten nötig macht.
Die erste außerirdische Rasse, welche der neuen Menschheit begegnet, ist das Volk der Janosier, welches auf dem tropischen Planet Jade lebt. Sie werden vom Volk der kriegerischen Morgul bedroht und ersuchen um Hilfe, wofür man im Gegenzug Baupläne für einfache Raumjäger erhält. Nachdem die Janosier von den Morgul jedoch vernichtet werden, wird die Menschheit ihr neues Ziel. Um die Bedrohung durch die Morgul ein für alle Mal zu beenden, muss ihr Heimatplanet in einem anderen Sonnensystem mit einer Weltraumflotte angegriffen und anschließend mit Bodentruppen besiegt werden.
Die Menschheit macht sich nun auf die Suche nach der alten Erde, deren Schicksal nach wie vor ungewiss ist.

## Nachfolger
Das am Spielende für 1995 angekündigte Reunion 2 ist unter diesem Titel zwar nicht mehr direkt erschienen, als Nachfolgespiel wurde dann jedoch 2 Jahre später Imperium Galactica präsentiert, das in einigen Kernpunkten noch auf Reunion basiert, jedoch mit neu überarbeiteter Handlung und Steuerungs- und Spielweisen. Das Grundprinzip aber (Planeten kolonisieren, Schlachten ausfechten, die Macht über das Universum übernehmen etc.) blieb erhalten. Es folgten noch weitere Titel, jedoch unter jeweils anderen Labeln und teilweise anderen Titeln, aber von den gleichen Entwicklern und dem Spiel Reunion stets als Originalursprung.